# Grafenhausen

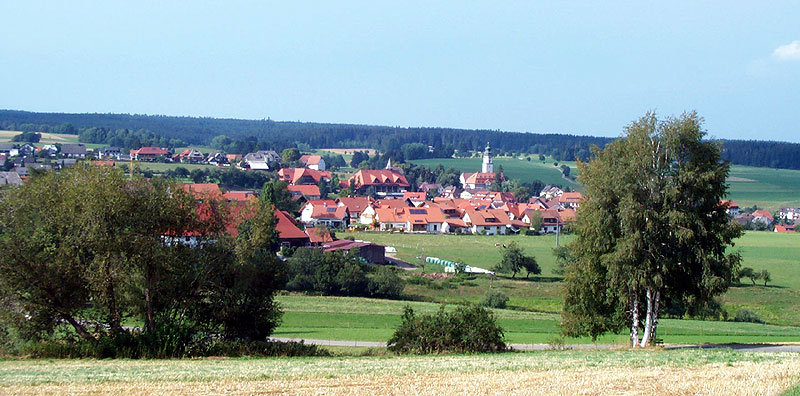
Vue sur Grafenhausen.

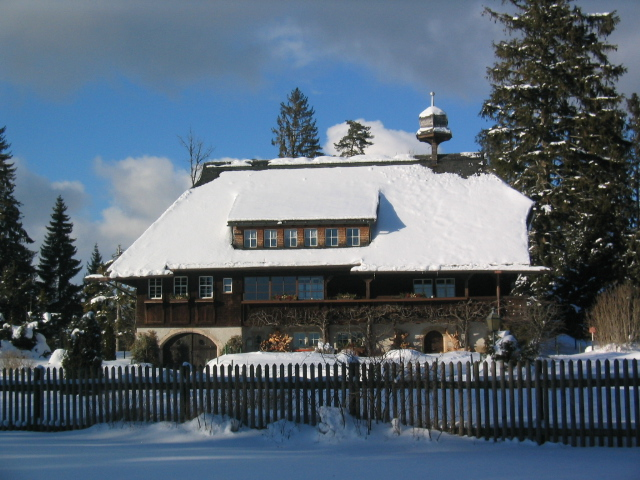
Le musée Hüsli.

Grafenhausen est une commune allemande, située dans le Land de Bade-Wurtemberg.

## Géographie
Grafenhausen, station de cure reconnue, est située sur un plateau du sud de la Forêt-Noire, au sud du lac de Schluch, entre 800 et 1 100 mètres d'altitude. Sa superficie est boisée à 62 % environ.
Grafenhausen jouxte au nord et à l'ouest la commune de Schluchsee dans l'arrondissement de Brisgau-Haute-Forêt-Noire, à l'est Bonndorf im Schwarzwald, et au sud Ühlingen-Birkendorf.
La commune est composée de 13 quartiers ou entités : Amertsfeld, Balzhausen, Buggenried, Bulgenbach, Geroldshofstetten, Grafenhausen, Kaßlet, Mettenberg, Rippoldsried, Rötenberg, Rothaus, Seewangen et Staufen.

## Histoire
La cité de Grafenhausen a été créée en 1078 par les comtes de Nellenburg. Vers 1082, le monastère de Tous-les-Saints de Schaffhouse y érigea une cellule abbatiale. En 1285, le lieu passa sous la propriété du monastère puis, après la Réforme, de la ville de Schaffhouse.
À la suite d'un échange de terres, le village fut cédé en 1530 au comte de Stühlingen, puis en 1609 à l'Abbaye Saint-Blaise, et, en 1806, du fait du mouvement de sécularisation, au nouveau grand-duché de Bade. Auparavant, en 1791, le Prince-abbé de l'Abbaye St-Blaise y avait fondé la brasserie Rothaus.
En 1934, les communes de Geroldshofstetten, Rippoldsried et Rötenberg furent intégrées à Grafenhausen, ainsi que Mettenberg, Buggenried et Seewangen dans le cadre de la réforme territoriale du Bade-Wurtemberg de 1972.

## Politique
Grafenhausen appartient à l'intercommunale « Oberes Schlüchttal » qui siège à Ühlingen-Birkendorf.

### Jumelages
Combrit (France)
Le 21 mai 2004, la commune a signé un pacte d'amitié avec Pfaffroda, commune de la Saxe.

## Curiosités
Le musée Hüsli, entre Grafenhausen et Rothaus, présentent des objets de la vie quotidienne dans la Forêt-Noire. Plusieurs plans de la série La Clinique de la Forêt-Noire furent tournés en ce lieu. L'ancienne maison de villégiature de la chanteuse berlinoise Helene Siegfried (1866-1966), construite en 1911 dans un style typique de la Forêt-Noire et luxueux, y représentait la maison du Professeur Brinkmann.

## Économie
Le tourisme constitue la principale activité de l'économie locale. Avec 2 040 lits, la commune enregistre environ 145 000 réservations par an. La principale entreprise de Grafenhausen est la brasserie Rothaus.